# Rochoso
Rochoso ist ein Ort und eine ehemalige Gemeinde (Freguesia) im portugiesischen Kreis Guarda. Die Gemeinde hatte 263 Einwohner (Stand 30. Juni 2011).
Am 29. September 2013 wurden die Gemeinden Rochoso und Monte Margarida zur neuen Gemeinde União das Freguesias de Rochoso e Monte Margarida zusammengeschlossen. Rochoso ist Sitz dieser neu gebildeten Gemeinde.